# Johann Abraham Sixt
Johann Abraham Sixt (* 3. Januar 1757 in Gräfenhausen; † 30. Januar 1797 in Donaueschingen) war ein deutscher Komponist der Klassik.

## Leben
Johann Abraham Sixt (fälschlich auch Johann August Sixt oder sogar nur August Sixt genannt) war das einzige gemeinsame Kind des Gräfenhausener Schulmeisters Johann Michael Sixt (* 28. Januar 1728, † 25. November 1794) und seiner Gattin Margaretha geb. Zachmann (* 14. November 1710, † 12. Dezember 1785). Bei seiner Geburt war Margaretha Sixt 46 Jahre alt, aus erster Ehe hatte sie schon 13 Kinder. Der Vater war 28 Jahre alt.
Über Sixts Ausbildung liegen keine allgemein anerkannten Informationen vor. Laut New Grove wurde er zunächst von seinem Vater, einem Lehrer und Organisten, unterrichtet, um dann an der Stuttgarter Hohen Karlsschule, vermutlich beim Hofcembalisten Seemann und beim Hofkapellmeister Agostino Poli seine Ausbildung abzuschließen. In diesem Werk werden sogar verwendete Unterrichtsbücher und Lehrer aufgezählt. Seine erste Stelle trat er nach dieser Quelle als Organist in Heilbronn oder Geislingen an der Steige an, danach folgten Montbéliard (Mömpelgard) (ca. 1780) und Stuttgart. Andere Biographen klammern diesen Zeitraum aus, da er ihrer Ansicht nach nicht belegt werden kann.
1784 trat Sixt in Donaueschingen eine Stelle als Kammermusikus in Diensten des Fürsten Joseph Maria Benedict zu Fürstenberg, an. Zu seinen Aufgaben zählte die Arbeit als „Klaviermeister“ der Hofkapelle, die Unterrichtung der Fürstin Maria Antonia am Klavier und die Komposition von Werken für die Hofkapelle. Einige seiner Lieder sind der Fürstin gewidmet, die sein außergewöhnliches Talent erkannte und ihn förderte. Die Tätigkeit war gut dotiert. New Grove erwähnt, dass Sixts Produktivität unter Meinungsverschiedenheiten mit dem Musikdirektor Wenzel Nördlinger litt.
Am 7. August 1787 heiratete Sixt Wilhelmine Seibold (* 10. Oktober 1764 in Stuttgart, † 14. September 1826 in Stuttgart). Die Ehe blieb kinderlos.
Spätestens ab 1787 war Sixt krank; die Art der Erkrankung lässt sich nicht mehr feststellen. Er verfasste jedoch bereits 1790 sein erstes Testament. Er starb am Abend des 30. Januar 1797, nachdem er am Morgen jenes Tages noch ein zweites Testament aufsetzen ließ. Die Witwe war durch die Hinterlassenschaft gut versorgt. Am 8. Januar 1799 heiratete sie den am Stuttgarter Hof tätigen Fagottisten Christoph Albrecht Hauber, aus dieser zweiten Ehe gingen vier Kinder hervor.
Johann Abraham Sixts Lebensspanne stimmt recht genau mit der von Wolfgang Amadeus Mozart (1756–1791) überein. Mit hoher Wahrscheinlichkeit kannten sich beide Komponisten. Es gibt Vermutungen, dass Mozart Sixt zu der Stelle in Donaueschingen verhalf.

## Werke (Auswahl)
Viele von Sixts Werken sind wahrscheinlich verloren. Die Kammermusik ist im Stil Mozarts geschrieben, zeigt aber auch eigene musikalische Einfälle. Die Musikwissenschaft, verwechselte häufig die Werke von Sixt, mit denen seines Verwandten Johann Christoph Sixt
- 12 Lieder Beym Clavier zu singen (Basel, 1791)
- Drei Trios für Violine, Violoncello und Klavier op. 8
- Sonata per il Pianoforte
- 4 Cembalokonzerte
- Six Allemandes für 2 Oboen, 2 Klarinetten, 2 Hörner und 2 Fagotte
- 12 Variationen für Cembalo